# 52nd Street (metropolitana di New York)
52nd Street, conosciuta anche con il nome di 52nd Street-Lincoln Avenue, è una fermata della metropolitana di New York, situata sulla linea IRT Flushing. Nel 2015 è stata utilizzata da 2 177 884 passeggeri.

## Storia
La stazione venne aperta il 21 aprile 1917, come parte del prolungamento della linea IRT Flushing, all'epoca conosciuta come linea Corona, dalla stazione di Queensboro Plaza a quella di 103rd Street-Corona Plaza.

## Strutture e impianti
52nd Street è una fermata di superficie con tre binari e due banchine laterali. I due binari esterni sono usati dalla linea 7 locale che ferma nella stazione, quello centrale dalla linea 7 espressa che invece salta la stazione.
Dispone di due mezzanini, quello posto sotto l'estremità ovest della stazione ha ingressi su 52nd Street e Roosevelt Avenue, ha una struttura di legno e permette di cambiare gratuitamente direzione senza uscire dai tornelli. Quello situato invece all'estremità est della stazione possiede due gruppi separati di tornelli a tutta altezza, uno per direzione, e di conseguenza non permette di cambiare direzione; ha uscite su 53rd Street e Roosevelt Avenue.
Inoltre, entrambe le banchine laterali hanno delle pensiline marroni, con una struttura color verde, sostenute da colonne, anch'esse verdi. Nell'unico tratto in cui mancano le pensiline, sono presenti delle ringhiere in acciaio.

## Movimento
La stazione è servita dai treni della linea 7 Flushing Local della metropolitana di New York, sempre attiva.

## Interscambi
La stazione è servita da diverse autolinee gestite da NYCT Bus.
- Fermata autobus